# 竹東郡

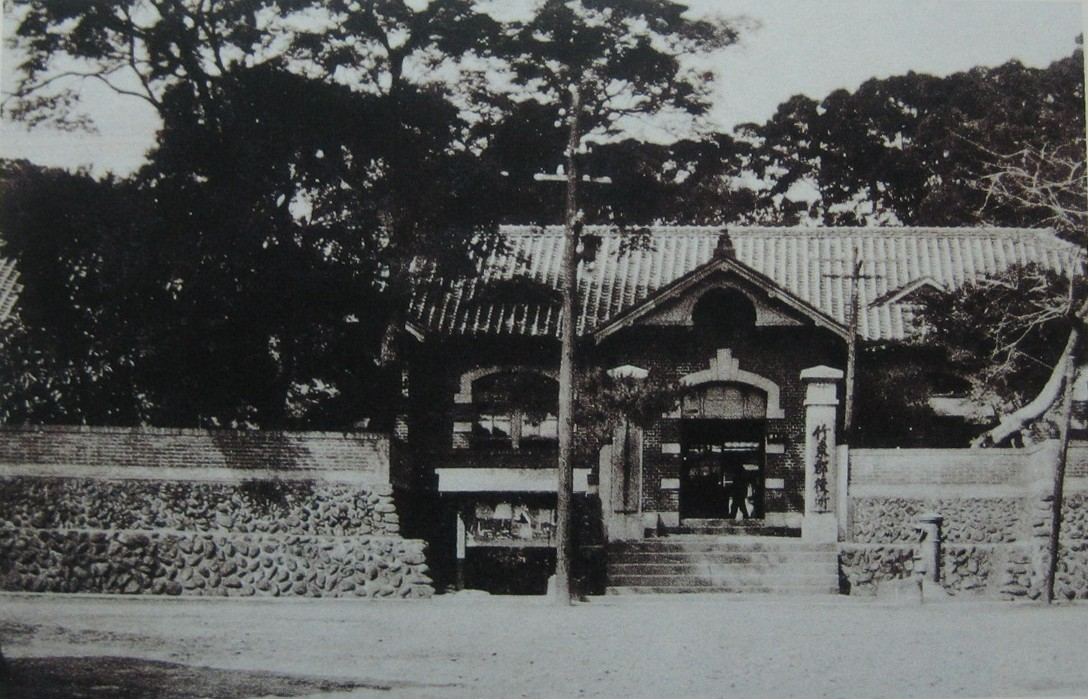
竹東郡役所

竹東郡（ちくとうぐん）は、日本統治時代の台湾に存在した行政区画の一つであり、新竹州に属した。

## 概要
竹東街、芎林庄、横山庄、北埔庄、峨眉庄、宝山庄、蕃地を管轄し、郡役所は竹東街に置かれた。郡域は現在の新竹県竹東鎮、芎林郷、横山郷、北埔郷、峨眉郷、宝山鎮、五峰郷、尖石郷に当たる。
1945年3月に重慶国民政府が策定した台湾接管計画綱要地方政制により竹南郡と統合し竹南県とする案があったが、政制の廃止により計画は消滅した。

## 歴代首長

### 郡守
- 田丸直之[1]
- 内田芳雄[2]
- 原清治[3]
- 菱沼宇平[4]
- 甲木豊吉[5]
- 大関善雄[6]：1936年10月[7] -
- 熊谷三平[8]
- 中谷亀蔵[9]
- 長島信[10]